# Holiday Lake
Holiday Lake ist eine Siedlung auf gemeindefreiem Gebiet im Poweshiek County im US-amerikanischen Bundesstaat Iowa. Zu statistischen Zwecken ist der Ort zu einem Census-designated place (CDP) zusammengefasst worden. Bei der Volkszählung im Jahr 2010 hatte Holiday Lake 433 Einwohner, deren Zahl sich bis 2015 auf 340 verringerte. Das U.S. Census Bureau hat bei der Volkszählung 2020 eine Einwohnerzahl von 473 ermittelt.

## Geografie
Holiday Lake liegt im mittleren Südosten Iowas rings um den gleichnamigen See, der durch Aufstauen mehrerer kleiner Wasserläufe entstand. Der See fließt in den Walnut Creek ab, einen kleinen am Nordrand der Siedlung verlaufenden Fluss, der über den Iowa River zum Einzugsgebiet des Mississippi gehört. Holiday Lake liegt rund 100 km nördlich der Grenze zu Missouri und rund 100 km westlich des Mississippi, der die Grenze zu Illinois bildet.
Die geografischen Koordinaten von Holiday Lake sind 41° 44′ 01″ nördlicher Breite und 92° 26′ 44″ westlicher Länge. Die Siedlung erstreckt sich über eine Fläche von 3,06 Quadratkilometer und ist die größte Ortschaft innerhalb der Madison Township.
Die nächsten Nachbarorte von Holiday Lake sind Chelsea (15,4 km nordnordöstlich), Belle Plaine (22,9 km nordöstlich), Koszta (24,8 km östlich), Hartwick (15 km südöstlich), Brooklyn (13 km südlich), Malcom (25,1 km südwestlich), Sheridan (17,3 km westlich) und Haven (10,6 km nordnordwestlich).
Die nächstgelegenen größeren Städte sind Rochester in Minnesota (272 km nördlich), Cedar Rapids (88,1 km ostnordöstlich), die Quad Cities in Iowa und Illinois (178 km östlich), Chicago in Illinois (446 km in der gleichen Richtung), Columbia in Missouri (358 km südlich), Kansas City in Missouri (427 km südsüdwestlich), Iowas Hauptstadt Des Moines (121 km westsüdwestlich), Nebraskas größte Stadt Omaha (344 km in der gleichen Richtung) und Sioux City (403 km westnordwestlich).

## Verkehr
Holiday Lake ist über untergeordnete Fahrwege mit dem Straßennetz des Landes verbunden. Durch das Ortsgebiet verlaufen teils befestigte innerörtliche Verbindungsstraßen.
Mit dem Belle Plaine Municipal Airport befindet sich 21 km ostnordöstlich ein kleiner Flugplatz für die Allgemeine Luftfahrt. Der nächste Verkehrsflughafen ist der Des Moines International Airport (140 km westsüdwestlich).

## Geschichte
Im Jahr 1961 wurde mit dem Bau eines Dammes begonnen, der das Regenwasser und die umgebenden Feldbäche zu einem kleinen See aufstauen sollte. Seinen höchsten Wasserstand erreichte der See 1965; seitdem wird das Wasser in den nahegelegenen Walnut Creek abgeleitet. Um den See wurde Bauland parzelliert und verkauft, woraufhin der Bau von Häusern begonnen wurde. 1966 wurde mit der Holiday Lake Owners' Association, Inc. eine gemeinnützige Vereinigung der Grundstücksbesitzer gegründet. Diese vertritt – ähnlich einer Gemeindeverwaltung – die Interessen der Bewohner nach außen.

## Bevölkerung
Nach der Volkszählung im Jahr 2010 lebten in Holiday Lake 433 Menschen in 195 Haushalten. Die Bevölkerungsdichte betrug 141,5 Einwohner pro Quadratkilometer. In den 195 Haushalten lebten statistisch je 2,22 Personen.
Ethnisch betrachtet setzte sich die Bevölkerung zusammen aus 98,2 Prozent Weißen, 0,5 Prozent Afroamerikanern, 1,2 Prozent amerikanischen Ureinwohnern und 0,2 Prozent Asiaten. Unabhängig von der ethnischen Zugehörigkeit waren 0,9 Prozent der Bevölkerung spanischer oder lateinamerikanischer Abstammung.
16,2 Prozent der Bevölkerung waren unter 18 Jahre alt, 68,6 Prozent waren zwischen 18 und 64 und 15,2 Prozent waren 65 Jahre oder älter. 49,2 Prozent der Bevölkerung waren weiblich.
Das mittlere jährliche Einkommen eines Haushalts lag im Jahr 2015 bei 57.740 USD. Das Pro-Kopf-Einkommen betrug 36.400 USD. 12,9 Prozent der Einwohner lebten unterhalb der Armutsgrenze.